# Хитровский переулок
Хитро́вский переулок — улица в центре Москвы в Басманном районе между Подколокольным и Малым Трёхсвятительским переулками.
Хитровский переулок начинается от Малого Трёхсвятительского переулка у церкви Трёх Святителей на Кулишках и спускается к Хитровской площади на юго-запад до Подколокольного переулка.

## Происхождение названия
До создания в 1824 году генерал-майором Н. З. Хитрово новой торговой площади переулок назывался Трёхсвятительским по стоящей на нём церкви Трёх Святителей на Кулишках. Позднее название церкви перешло на соседние переулки (Большой и Малый Трёхсвятительские).

По имени Н. З. Хитрово площадь и переулок, подымающийся в горку к храму Трёх Святителей, стали называться Хитровскими.

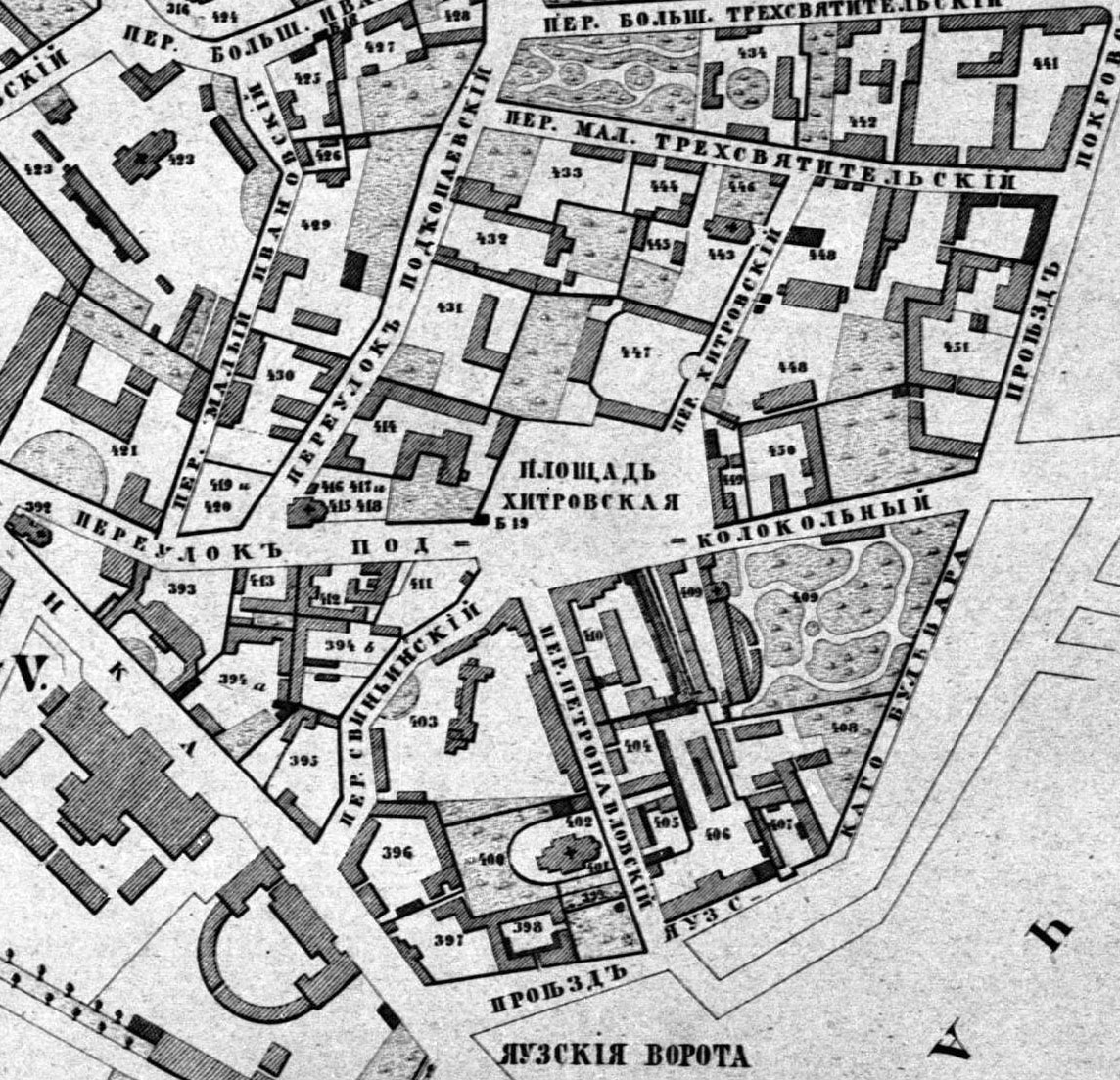
Хитровский переулок и Хитровская площадь на плане Алексея Хотева. 1853.

В конце XIX века на Хитровке, как обобщённо всегда называли этот район, был построен металлический навес для биржи труда. Здесь искали свою работу освобождённые от крепостной зависимости крестьяне. Люди нанимались как сезонные рабочие по строительным специальностям. Московские здания того времени построены их руками. Документы, газеты доносят до нас сведения, что на Хитровской площади собиралась и безработная интеллигенция. На месте торговых рядов открылись недорогие трактиры, харчевни и питейные заведения. В целях благотворительности устраивалось бесплатное питание для неимущих. Окружающие площадь дома были перестроены в ночлежные, построены также доходные дома с дешёвыми квартирами.
В 1902 году К. С. Станиславский, В. И. Немирович-Данченко и художник В. А. Симов собирали здесь материал для постановки пьесы М. Горького «На дне». Вероятно, это обстоятельство послужило в 1935 году поводом для переименования Хитровского переулка в переулок Горького (с 1960 — переулок Максима Горького).
Название «Хитровский» восстановлено в 1993 году.
Кварталы Хитровского переулка входят в выявленный объект культурного наследия «Достопримечательное место „Ивановская горка — Кулишки — Хитровка“»

## Здания и сооружения
По нечётной стороне:
- Дом 1 — Храм Трёх Святителей, что на Кулишках. Здесь был крещён великий русский композитор Александр Николаевич Скрябин, в ней же крестили сестру Ф. И. Тютчева, отпевали его малолетнего брата (в обоих случаях, несовершеннолетний будущий поэт был восприемником).[1] Здесь венчался архитектор Петр Барановский
- Дом 3/1, строение 2  памятник архитектуры (региональный) — городская усадьба Лопухиных — Волконских — Кирьяковых — доходное владение Буниных (сер. XVIII в. — нач. XIX в.) — Главный дом — доходный дом (сер. XVIII в., 1878 г., 1900 г.). Здесь 25 декабря 1871 (6 января 1872) родился выдающийся русский композитор и пианист А. Н. Скрябин. Объект культурного наследия регионального значения[2]. Палаты середины XVIII века, принадлежавшие прокурору Юстиц-коллегии, царскому родственнику Аврааму Федоровичу Лопухину, затем — князьям Волконским, купцу П.А. Кирьякову. В XIX веке дом имел классицистический облик, был связан с флигелями (сохранился левый) полуциркульной оградой парадного двора. Пилоны въездных ворот были решены в виде колонных полукружий (не сохранились). Во второй половине XIX века усадьбой владели купцы Бунины. При них строения усадьбы были превращены в ночлежные дома и различные мастерские[3]. В 1878 году дом надстроен третьим этажом, перепланирован и перелицован. Недавними реставрационными исследованиями на всех фасадах раскрыты формы стиля, переходного от барокко к раннему классицизму. Дом пустует несколько лет, покрылся глубокими трещинами. В 2015 году по заказу ООО «ЕТК-Инвест» разработан проект реставрации памятника с сохранением функции многоквартирного жилого дома[4]. По данным СМИ, здесь планируется гостиница, проект которой утвержден в 2015 году Градостроительно-земельной комиссией Правительства Москвы[5]. В июле 2017 года Басманным  районным судом города Москвы по материалам, направленным в суд Департаментом культурного наследия города Москвы, ООО "ЕТК-Инвест" привлечено к ответственности в виде административного штрафа в размере в размере 100 000  (ста тысяч) рублей за невыполнение в установленный срок предписания провести противоаварийные работы[6].

В том числе ценные градоформирующие объекты:
- Кухня при трактире Хитрова рынка — административное здание, 1878 г., 1920—1950-е гг. — (Хитровский переулок, д. 3/1, стр. 5);
- Хозяйственная постройка — ночлежный дом Хитрова рынка с трактиром «Каторга» — административное здание, сер. XIX в., 1878 г., 1907 г., 1920 г., 1980-е гг. — (Хитровский переулок, д. 3/1, д. 1/3), стр. 4);
- Дом доходный Ивановых — дом жилой, 1901 г., (Хитровский переулок, д. 3/1, стр. 1);
- Дом 3/1, стр. 1 — центр детского творчества «Рател»;
- Дом 3/1, стр. 5 — офис Open Design;
- Дом 3А — бывший доходный дом Храма Трёх Святителей на Кулишках — поликлиника № 2 Федеральной службы безопасности РФ. 
В 1941 г. здесь происходило формирование 1-го стрелкового полка 5-й дивизии народного ополчения и коммунистического батальона Фрунзенского района.[7]

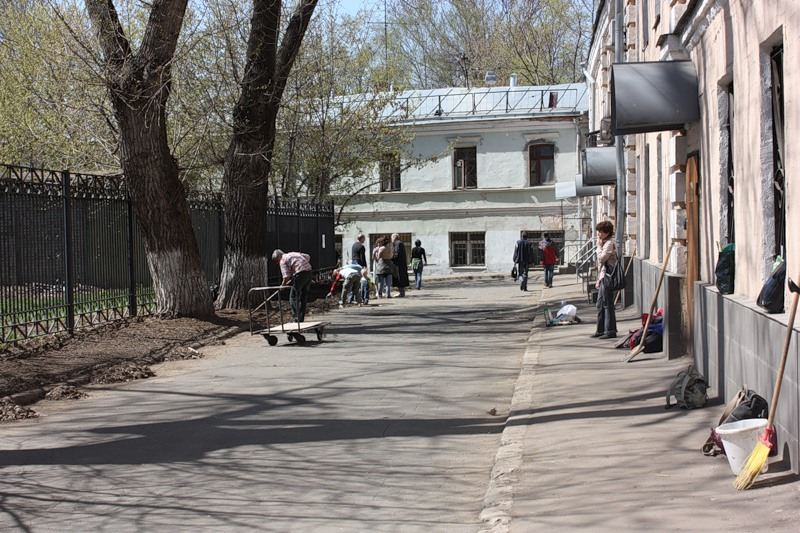
Хитровский субботник, посвящённый 185-летию создания площади. На фото угол Хитровского переулка, южная сторона Хитровской площади. Вид от «скрябинского дома». Слева видны тополя, посаженные к 100-летию площади.  Вдали — часть дома Е. П. Ярошенко с палатами (XVII века) стольника Бутурлина.
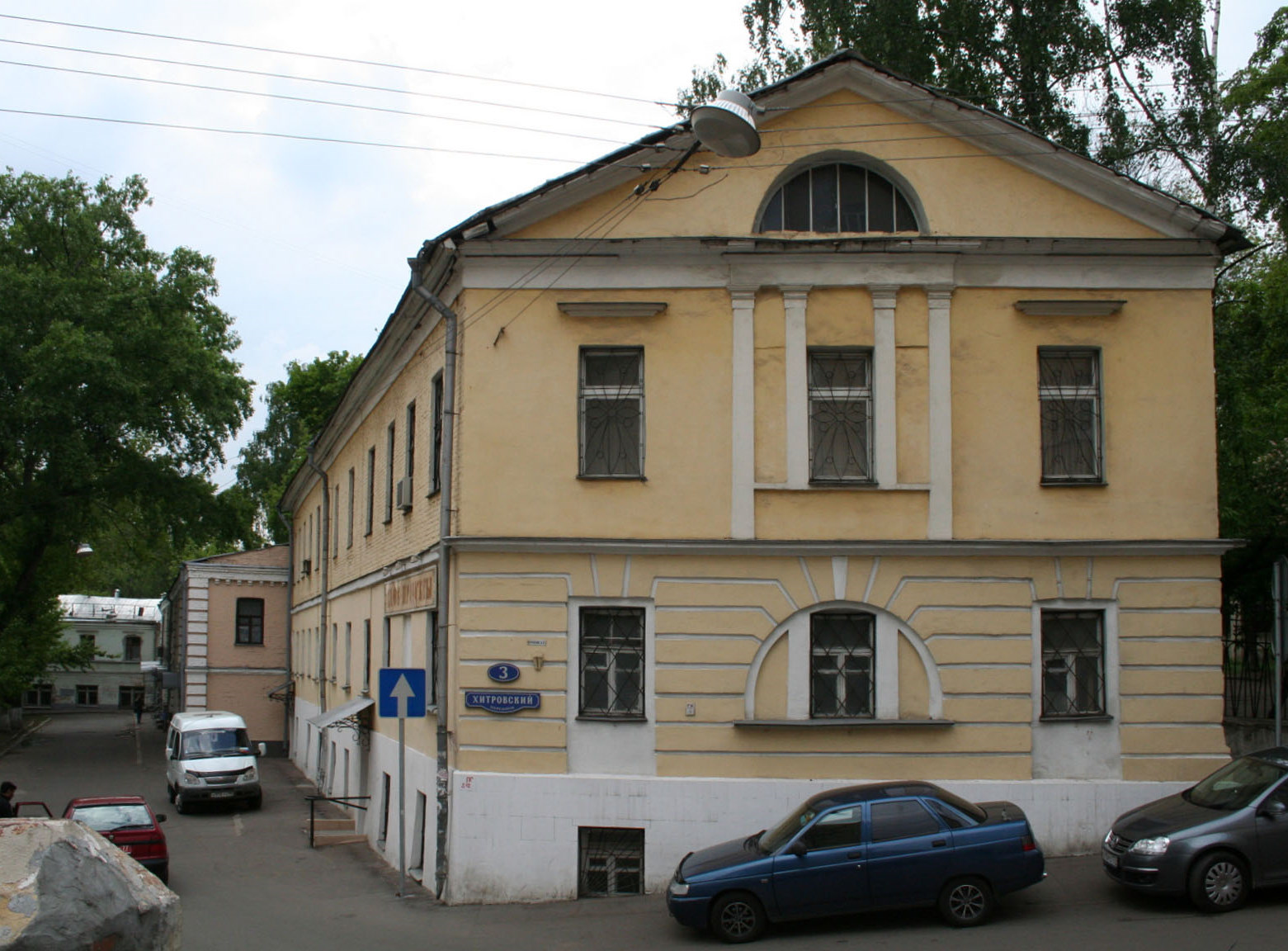
Флигель усадьбы  Лопухиных-Волконских-Кирьяковых, в котором в 1871 году родился великий русский композитор А. Н. Скрябин. Угол Хитровской площади и Хитровского переулка. Объект культурного наследия № 7710935001№ 7710935001
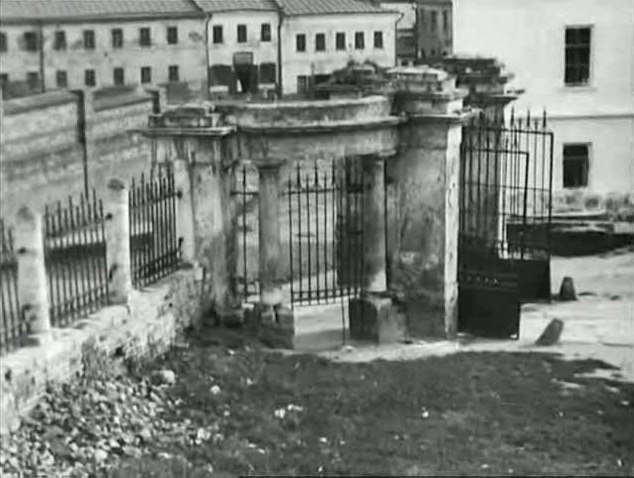
Ворота и ограда усадьбы Лопухиных-Волконских-Кирьяковых. Кадр из фильма Эйзенштейна "Стачка". 1924 год. Объект культурного наследия № 7710935002№ 7710935002
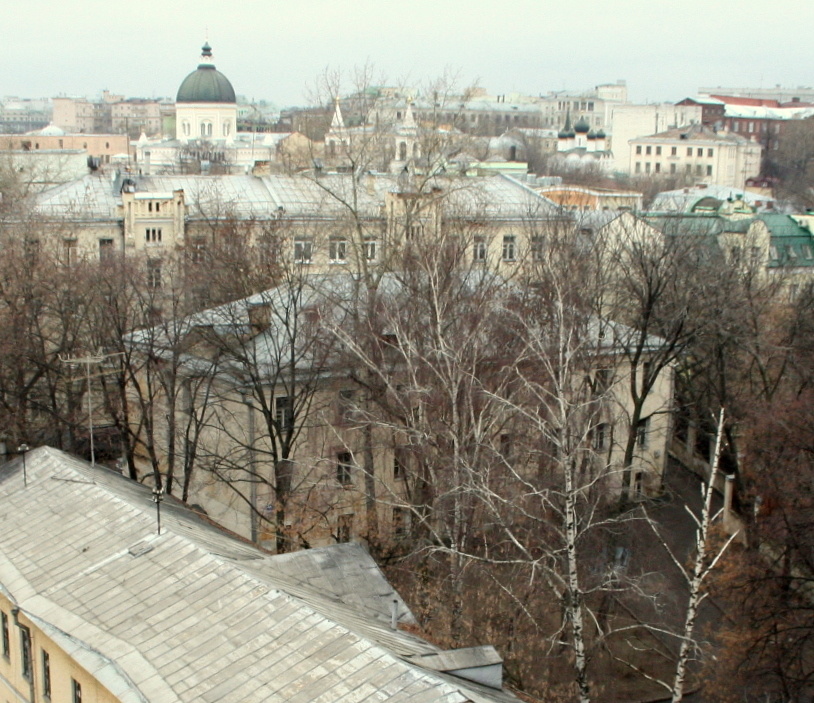
Главный дом усадьбы Лопухиных-Волконских-Кирьяковых. Вдали  —  Ивановский монастырь и церковь Владимира в Старых Садех. Объект культурного наследия № 7710935000№ 7710935000

По чётной стороне:

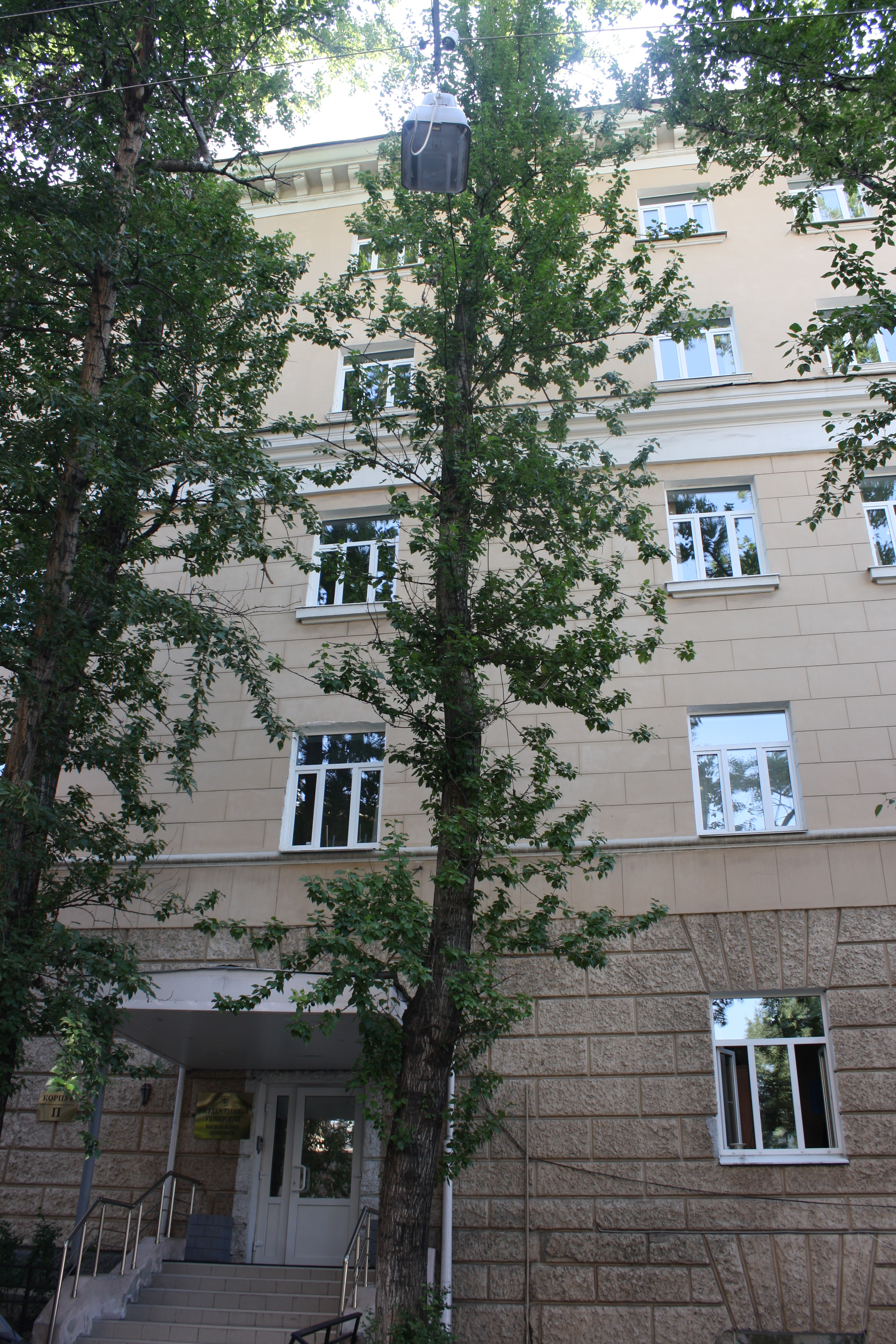
№ 4. Государственный университет — Высшая школа экономики.

- Дом 2 — Дом Остермана. Объект культурного наследия регионального значения [8] — бывшая усадьба графа Ф. А. Остермана (XVIII век) — бывший Мясницкий полицейский дом (XIX в). В этом доме провёл свои детские годы русский поэт Ф. И. Тютчев.
- Ценными градоформирующими объектами являются также: 
Комплекс жилых домов Военно-инженерной академии (в разное время архитекторы: Г. Я. Мовчан, под руководством В. Д. Кокорина, К. С. Толоконников, Л. Н. Мильман) (Хитровский пер., 2-4)
- Дом 4 — Национальный исследовательский университет — Высшая школа экономики, департамент медиакоммуникаций.

## Транспорт
- м. Китай-город (южный выход), пешком. трамвай № 3, 39, А  ост. "Ул. Воронцово Поле"